# Zorka Ságlová
Zorka Ságlová, rozená Zorka Jirousová (14. srpna 1942 Humpolec – 20. listopadu 2003 Praha) byla česká malířka, grafička, textilní výtvarnice, akční umělkyně (performerka) a disidentka. Jejím oblíbeným výtvarným tématem byli králíci.

## Život a tvorba
V letech 1961–1966 vystudovala textilní tvorbu na Vysoké škole uměleckoprůmyslové, v ateliéru prof. Antonína Kybala. Roku 1964 se vdala za fotografa Jana Ságla.
Věnovala se rozmanitým disciplínám výtvarné činnosti, zejména malbě, grafice a textilní tvorbě. V 60. letech se angažovala jak ve vystavování v galeriích, tak v akcích performance a land-artu, v krajině (například Seno–sláma, Praha, 1969; Házení míčků do průhonického rybníka, 1970; Pocta Gustavu Obermanovi v Bransoudově u Humpolce, 1970, nebo Kladení plen u Sudoměře, 1970).

### Králíci
Své oblíbené králičí téma zpracovávala systematicky po celou dobu tvorby s neuvěřitelnou invencí. Králíky pojednávala jednotlivě, ve skupinách i v králíkárnách, různými výtvarnými technikami a v různých materiálech, nejčastěji jako dvourozměrné objekty, včetně aplikací do králičího pletiva. Vystavovala například roku 1988 "40 králíků" při land-artovém představení Akce a vítr v Rudě nad Moravou 1988. Většina jejích králíků se objevila roku 2006 v monografii Hrdina civilizátor.
Politická angažovanost její a jejího bratra Ivana Martina Jirouse vedla v letech 1970–1988 k zákazu veřejného vystavování jejích prací. S tvorbou nepřestala a o to intenzivněji začala vystavovat od roku 1989. Textilní práce (zejména tapiserie) samostatně vystavovala hned roku 1989 v Jindřichově Hradci a v Praze, roku 1992 na Sovinci a mnohde jinde. Po roce 1990 se objevila také na kolektivních výstavách v zahraničí (v Německu,Rakousku, Polsku, v Belgii, Maďarsku, Španělsku, v USA, ve Francii, Indonésii, Japonsku nebo Číně).

## Zastoupení ve sbírkách
- Národní galerie v Praze
- Uměleckoprůmyslové muzeum v Praze
- Moravská galerie v Brně
- Severočeské muzeum v Liberci
- Alšova jihočeská galerie, Hluboká nad Vltavou
- Galerie hlavního města Prahy
- Galerie moderního umění v Hradci Králové
- Galerie umění Karlovy Vary
- Muzeum umění Olomouc

### Soukromé sbírky
- Soukromé sbírky Praha, Rakousko, Itálie